# Casa Foixà
La Casa Foixà és una obra barroca de Tarragona protegida com a Bé Cultural d'Interès Local.

## Descripció
Edifici de dos pisos d'alçada i golfa. Un gran pati dona accés a la planta baixa, on hi ha una escala d'accés al primer pis.

## Història
Els plànols, de 1972, foren dissenyats per l'arquitecte Josep Maria Moravà, quan hi havia intenció d'instal·lar-hi la Delegació Provincial del Ministeri d'Habitatge. Finalment aquest pla no es va dur a terme.